# Gyiophis
Gyiophis is een geslacht van slangen uit de familie waterdrogadders (Homalopsidae).

## Naam en indeling
De wetenschappelijke naam van de groep werd voor het eerst voorgesteld door John C. Murphy en Harold Knight Voris in 2014. De slangen zijn afgesplitst van het geslacht Enhydris. Er zijn drie soorten, inclusief de pas in 2017 beschreven soort Gyiophis salweenensis.

## Uiterlijke kenmerken
De slangen bereiken een lichaamslengte tot ongeveer 30 tot 60 centimeter, de staart is relatief kort. De kop is duidelijk te onderscheiden van het lichaam door de aanwezigheid van een insnoering. De ogen zijn relatief klein tot middelgroot en hebben een ronde pupil. De slangen hebben 25 rijen schubben in de lengte op het midden van het lichaam en 122 tot 152 schubben aan de buikzijde. Onder de staart zijn 30 tot 58 staartschubben aanwezig.

## Verspreiding en habitat
De soorten komen voor in delen van Azië en leven in de landen Myanmar en Indonesië. De slangen zijn waterminnend en komen voor in verschillende typen draslanden.

## Beschermingsstatus
Door de internationale natuurbeschermingsorganisatie IUCN is aan twee soorten een beschermingsstatus toegewezen. Een soort wordt beschouwd als 'onzeker' (Data Deficient of DD) en een soort als 'bedreigd' (Endangered of EN).

## Soorten
Het geslacht omvat de volgende soorten, met de auteur en het verspreidingsgebied.
| Naam                  | Auteur                                                               | Verspreidingsgebied |
| --------------------- | -------------------------------------------------------------------- | ------------------- |
| Gyiophis maculosus    | Blanford, 1879                                                       | Myanmar, Indonesië  |
| Gyiophis salweenensis | Quah, Grismer, Wood, Thura, Zin, Kyaw, Lwin, Grismer & Murdoch, 2017 | Myanmar             |
| Gyiophis vorisi       | Murphy, 2007                                                         | Myanmar             |